# Vermillion (fiume del Dakota del Sud)

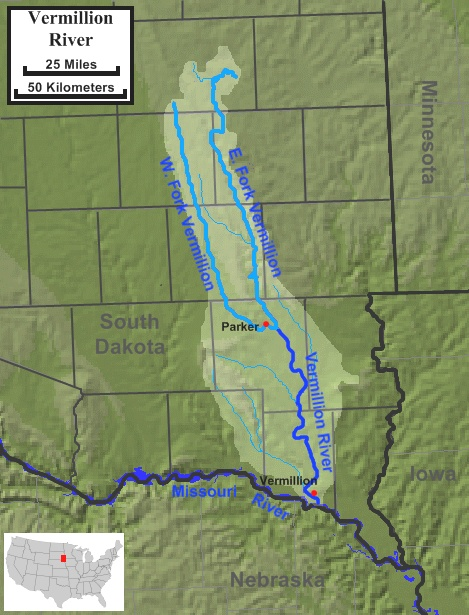
Carta del percorso del fiume Vermillion

Il Vermillion è un affluente del fiume Missouri, che scorre nello stato del Dakota del Sud per una lunghezza di circa 154 km. Esso è formato da due rami: il Ramo di sinistra ed il Ramo di destra. Il primo è lungo circa 166 km e nasce dal lago Whitewood, nella contea di Kingsbury, sulla Coteau des Prairies, mentre il secondo, lungo circa 174 km, nasce nella contea di Miner. Entrambi i rami corrono pressoché paralleli, per poi confluire nel Vermillion vero e proprio poco ad est della città di Parker. Di lì il Vermillion scorre verso sud e si getta nelle acque del Missouri circa 8 km a sud della città omonima.